# Liste der Baudenkmale in Otter (Niedersachsen)
In der Liste der Baudenkmale in Otter (Niedersachsen) sind alle Baudenkmale der niedersächsischen Gemeinde Otter aufgelistet. Die Quelle der  Baudenkmale ist der Denkmalatlas Niedersachsen. Der Stand der Liste ist der 22. November 2020.

## Allgemein
In den Spalten befinden sich folgende Informationen:
- Lage: die Adresse des Baudenkmales und die geographischen Koordinaten. Kartenansicht, um Koordinaten zu setzen. In der Kartenansicht sind Baudenkmale ohne Koordinaten mit einem roten Marker dargestellt und können in der Karte gesetzt werden. Baudenkmale ohne Bild sind mit einem blauen Marker gekennzeichnet, Baudenkmale mit Bild mit einem grünen Marker.
- Bezeichnung: Bezeichnung des Baudenkmales
- Beschreibung: die Beschreibung des Baudenkmales. Unter § 3 Abs. 2 NDSchG werden Einzeldenkmale und unter § 3 Abs. 3 NDSchG Gruppen baulicher Anlagen und deren Bestandteile ausgewiesen.
- ID: die Objekt-ID des Baudenkmales
- Bild: ein Bild des Baudenkmales, ggf. zusätzlich mit einem Link zu weiteren Fotos des Baudenkmals im Medienarchiv Wikimedia Commons. Wenn man auf das Kamerasymbol klickt, können Fotos zu Baudenkmalen aus dieser Liste hochgeladen werden:

## Otter

### Gruppe: Hofanlage Hauptstrasse 21
Die Gruppe „Hofanlage Hauptstrasse 21“ hat die ID 26969571.

| Lage                                       | Bezeichnung | Beschreibung | ID       | Bild |
| ------------------------------------------ | ----------- | ------------ | -------- | ---- |
| Hauptstrasse 21 53° 14′ 9″ N, 9° 44′ 31″ O | Bauernhaus  |              | 26958319 | BW   |
| Hauptstrasse 21 53° 14′ 9″ N, 9° 44′ 29″ O | Schafstall  |              | 26958334 | BW   |

### Einzelbaudenkmale
| Lage                                          | Bezeichnung   | Beschreibung | ID       | Bild |
| --------------------------------------------- | ------------- | ------------ | -------- | ---- |
| Bergstraße 17 53° 14′ 21″ N, 9° 44′ 16″ O     | Bauernhaus    |              | 26958260 | BW   |
| Mühlenstraße 3A 53° 14′ 28″ N, 9° 44′ 25″ O   | Häuslingshaus |              | 26958138 | BW   |
| Mühlenstraße 4 53° 14′ 29″ N, 9° 44′ 28″ O    | Abbauer       |              | 26958123 | BW   |
| Hauptstraße 4 53° 14′ 24″ N, 9° 44′ 28″ O     | Bauernhaus    |              | 26958244 | BW   |
| Hauptstraße 4 53° 14′ 25″ N, 9° 44′ 28″ O     | Scheune       |              | 26958228 | BW   |
| Hauptstraße 9 53° 14′ 17″ N, 9° 44′ 34″ O     | Schule        |              | 26958213 | BW   |
| Hauptstraße 16 53° 14′ 17″ N, 9° 44′ 31″ O    | Bauernhaus    |              | 26958198 | BW   |
| Hauptstraße 16 53° 14′ 16″ N, 9° 44′ 29″ O    | Backhaus      |              | 26958183 | BW   |
| Hauptstraße 21 53° 14′ 8″ N, 9° 44′ 32″ O     | Speicher      |              | 26958349 | BW   |
| Kampener Straße 1 53° 14′ 28″ N, 9° 44′ 40″ O | Speicher      |              | 26958168 | BW   |
| Riepshof 4 53° 14′ 51″ N, 9° 42′ 1″ O         | Scheune       |              | 26958063 | BW   |
| Riepshof 6 53° 14′ 48″ N, 9° 42′ 1″ O         | Bauernhaus    |              | 26958093 | BW   |
| Riepshof 53° 14′ 35″ N, 9° 42′ 5″ O           | Stall         |              | 26958304 |      |
| Todtshorner Weg 3 53° 14′ 16″ N, 9° 44′ 37″ O | Schule        |              | 26958108 | BW   |
| Weller Straße 46 53° 15′ 30″ N, 9° 44′ 28″ O  | Gaststätte    |              | 26958275 | BW   |

## Todtshorn

### Gruppe: Hofanlage Dorfstrasse 24
Die Gruppe „Hofanlage Dorfstrasse 24“ hat die ID 32719707.

| Lage                                       | Bezeichnung | Beschreibung | ID       | Bild |
| ------------------------------------------ | ----------- | ------------ | -------- | ---- |
| Dorfstrasse 24 53° 12′ 50″ N, 9° 46′ 36″ O | Stall       |              | 32730130 | BW   |
| Dorfstrasse 24 53° 12′ 51″ N, 9° 46′ 34″ O | Stall       |              | 32730130 | BW   |

### Einzelbaudenkmale
| Lage                                     | Bezeichnung   | Beschreibung | ID       | Bild |
| ---------------------------------------- | ------------- | ------------ | -------- | ---- |
| Dorfstraße 6 53° 12′ 52″ N, 9° 46′ 43″ O | Häuslingshaus |              | 32730164 | BW   |
| 53° 13′ 6″ N, 9° 47′ 17″ O               | Landwehr      |              | 32730183 |      |